# Баррера, Джарлан
Джарлан Хуниор Баррера Эскалона (исп. Jarlan Junior Barrera Escalona; род. 16 сентября 1999[…], Санта-Марта) — колумбийский футболист, нападающий клуба «Атлетико Хуниор».

## Клубная карьера
Баррера начал карьеру в клубе «Атлетико Хуниор». 24 августа 2014 года в матче против «Индепендьенте Медельин» он дебютировал за команду в Кубке Мустанга. 4 сентября в поединке против «Атлетико Уила» Джарлан забил свой первый гол за «Хуниор». В этом же сезоне он стал серебряным призёром чемпионата Колумбии.

## Международная карьера
В начале 2015 года Баррера в составе молодёжной сборной Колумбии принял участие в домашнем молодёжном чемпионате Южной Америки. На турнире он сыграл в матчах против команд Чили, Перу, Венесуэлы, Аргентины, дважды Уругвая и Бразилии. Джарлан забил два мяча в ворота команд бразильцев и аргентинцев и помог молодёжной национальной команде завоевать серебряные медали.

## Достижения
Колумбия (до 20)
- Чемпионат Южной Америки по футболу среди молодёжных команд — 2015 (серебро)